# Кејси (Вајоминг)
Кејси (енгл. Kaycee) град је у америчкој савезној држави Вајоминг.

## Демографија
По попису из 2010. године број становника је 263, што је 14 (5,6%) становника више него 2000. године.
| Група             | 2000.       | 2010.       |
| Белци             | 243 (97,6%) | 246 (93,5%) |
| Афроамериканци    | 0 (0,0%)    | 0 (0,0%)    |
| Азијати           | 0 (0,0%)    | 0 (0,0%)    |
| Хиспаноамериканци | 4 (1,6%)    | 14 (5,3%)   |
| Укупно            | 249         | 263         |